# Nenad Bjelica
Nenad Bjelica (Osijek, Croàcia, 20 d'agost de 1971), és un futbolista croata. Juga de migcampista i el seu equip actual és el FC Kärnten de la Lliga Regional d'Àustria.

## Trajectòria
Nenad Bjelica va començar a jugar en el club Metalac Olt en la temporada 1989/90. Va fitxar pel NK Osijek i després de quatre temporades va fitxar per l'Albacete Balompié, arribant a semifinals de la Copa del Rei. El 1996 el va fitxar el Reial Betis, jugant la final de la Copa del Rei de futbol. Va ser cedit a la UD Las Palmas, però va tornar a l'equip sevillà.
Bjelica va marxar altra vegada al NK Osijek durant dues temporades, jugant amb el seu equip 3 rondes de la Copa de la UEFA. Després d'una excel·lent temporada fitxa pel FC Kaiserslautern en el 2000. La temporada 2004/05 va jugar en el VfB Admira Wacker Mödling. Més tard seria fitxat pel FC Kärnten.

## Internacional
Ha estat internacional amb la selecció de futbol de Croàcia en 9 ocasions. Va participar en l'Eurocopa 2004. Poc després va renunciar a més convocatòries.

## Clubs
| Club                      | Lliga      | Any         |
| ------------------------- | ---------- | ----------- |
| Metalac Olt               | Croata     | 1989 - 1990 |
| NK Osijek                 | Croata     | 1990 - 1992 |
| Albacete Balompié         | Espanyola  | 1993 - 1996 |
| Reial Betis               | Espanyola  | 1996 - 1997 |
| UD Las Palmas             | Espanyola  | 1998 - 1999 |
| NK Osijek                 | Croata     | 1999 - 2000 |
| 1. FC Kaiserslautern      | Bundesliga | 2001 - 2004 |
| VfB Admira Wacker Mödling | Austríaca  | 2004 - 2006 |
| FC Kärnten                | Austríaca  | 2006 - 2008 |